# Острув (Отвоцький повіт)
Острув (пол. Ostrów) — село в Польщі, у гміні Целестинув Отвоцького повіту Мазовецького воєводства.
Населення — 412 осіб (2011).
У 1975-1998 роках село належало до Варшавського воєводства.

## Демографія
Демографічна структура станом на 31 березня 2011 року:
|          | Загалом | Допрацездатний вік | Працездатний вік | Постпрацездатний вік |
| -------- | ------- | ------------------ | ---------------- | -------------------- |
| Чоловіки | 210     | 53                 | 144              | 13                   |
| Жінки    | 202     | 37                 | 134              | 31                   |
| Разом    | 412     | 90                 | 278              | 44                   |